# جزیره اسرارآمیز (فیلم ۱۹۲۹)
«جزیره اسرارآمیز» (انگلیسی: The Mysterious Island) فیلمی در ژانر علمی–تخیلی است که در سال ۱۹۲۹ منتشر شد. از بازیگران آن می‌توان به لیونل باریمور، لوید هیوز، هری گریبن، پالین استارک، و کارل دان اشاره کرد.